# نوربرت كولر
نوربرت كولر (بالألمانية: Norbert Kohler)‏ هو مصارع رياضي ألماني، ولد في 31 مارس 1930، وتوفي في 13 مارس 2003.

## وصلات خارجية
- نوربرت كولر على موقع أوليمبيديا (الإنجليزية)